# Göteborg Horse Show 2016

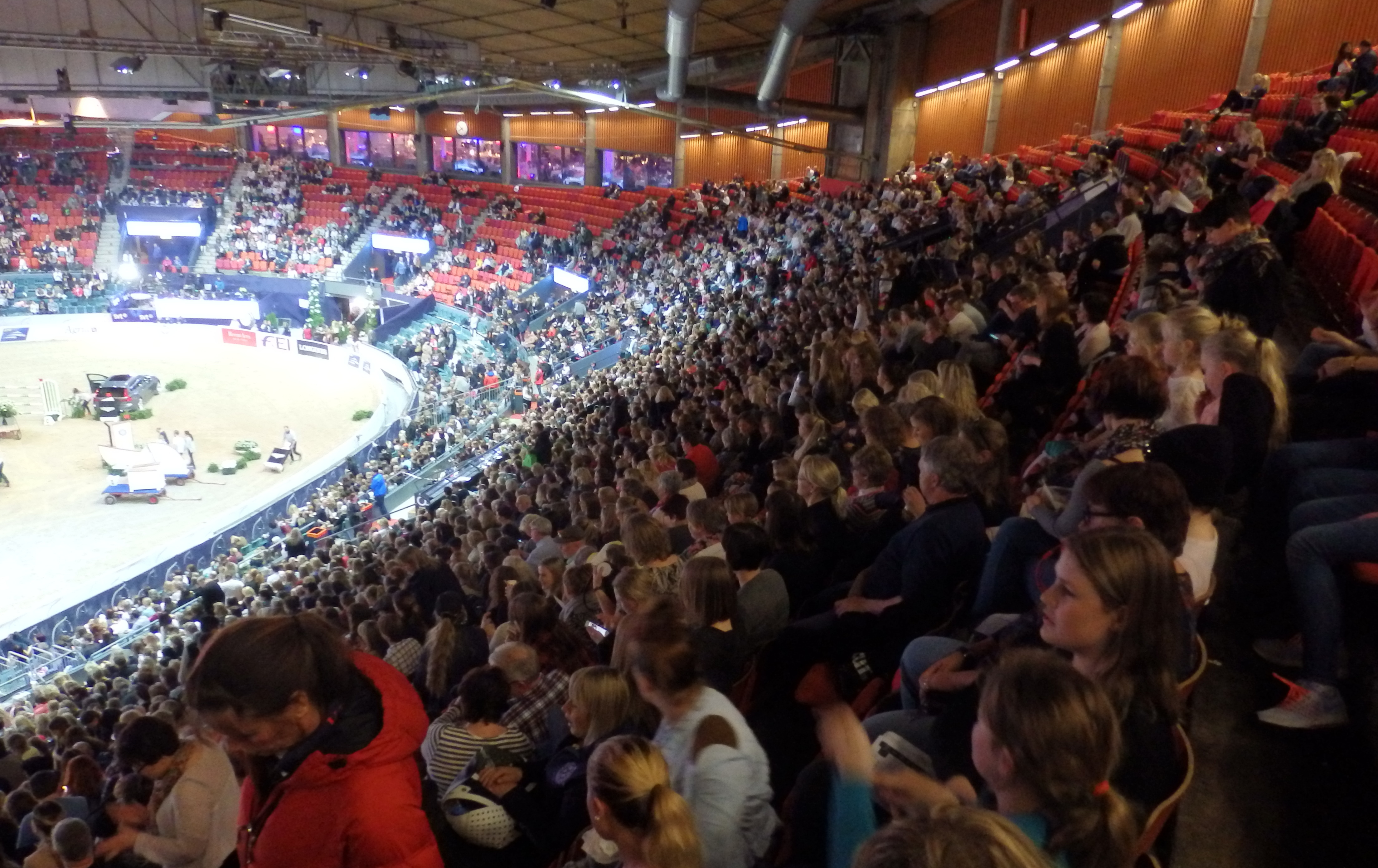
Publikum Göteborg Horse Show 2016

Die Göteborg Horse Show 2016 wurde vom 24. bis 28. März 2016 in Göteborg im Scandinavium durchgeführt. Die Göteborg Horse Show wird jährlich mit Spring- und Dressurprüfungen veranstaltet. 2016 wurde in Göteborg das Finale des Springreitweltcup und des Dressurweltcup ausgetragen und das 40-jährige Jubiläum begangen.

## Bildegallerie

### Göteborg Trophy

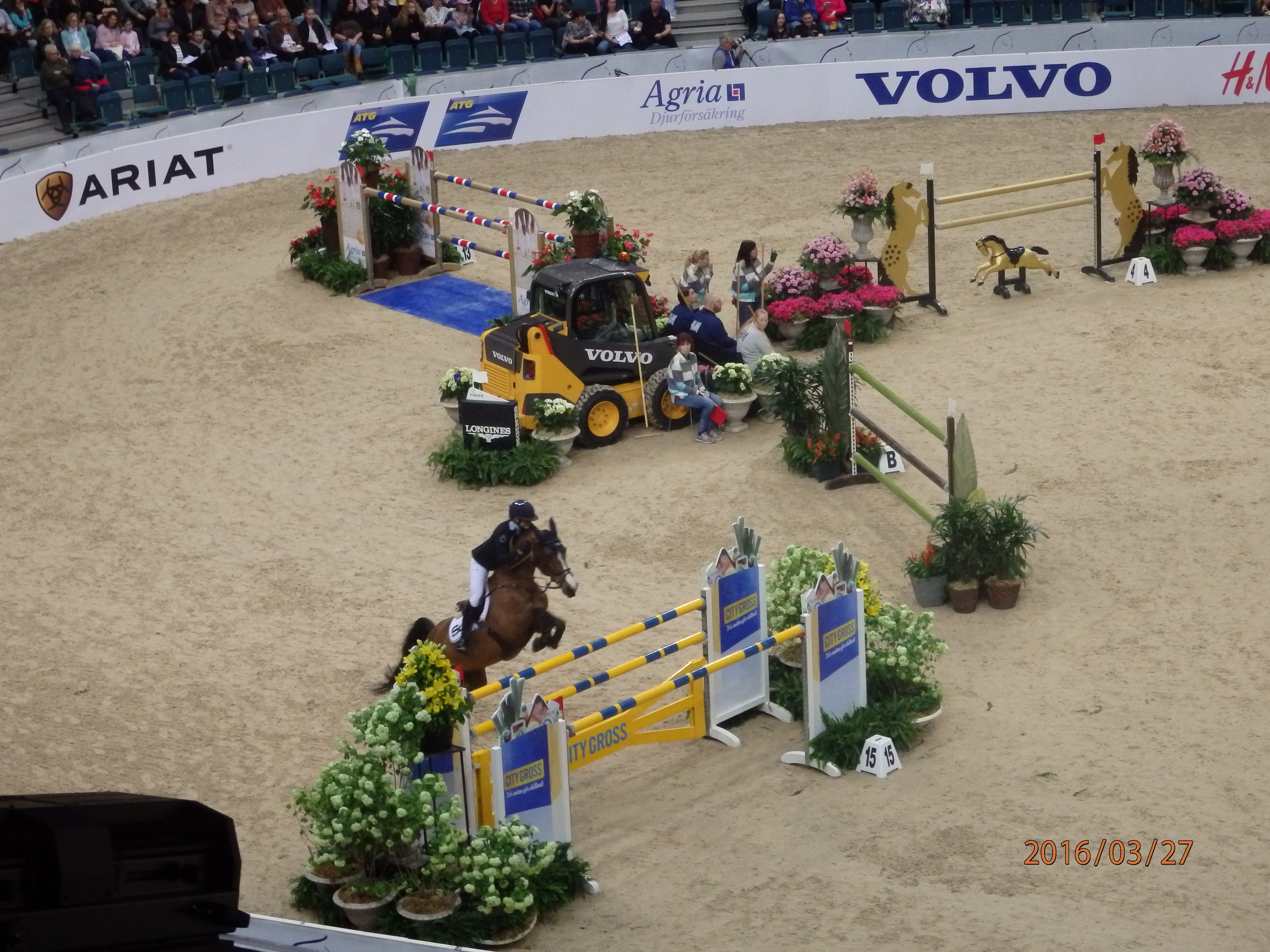
Denis Lynch
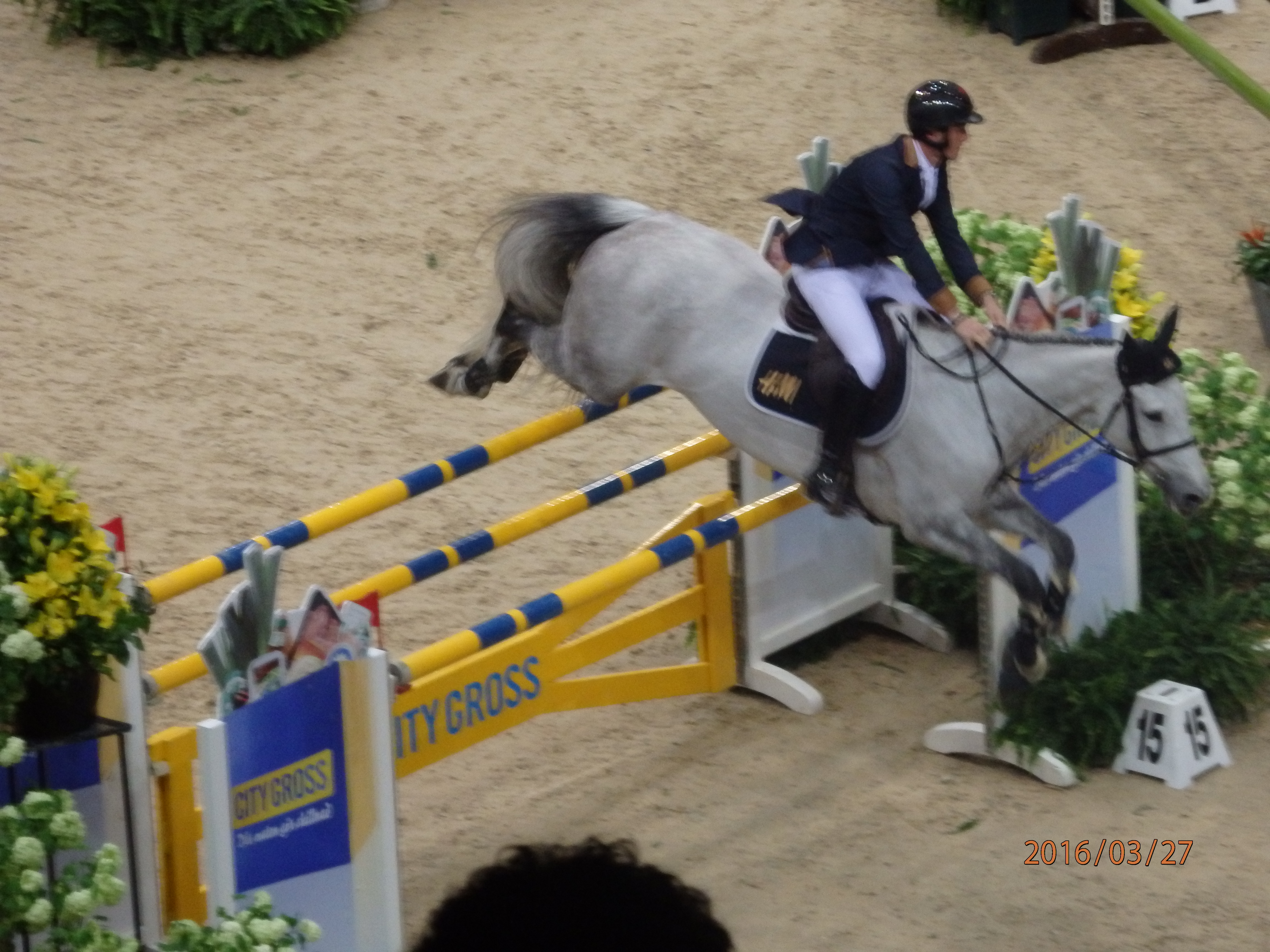
Olivier Philippaerts
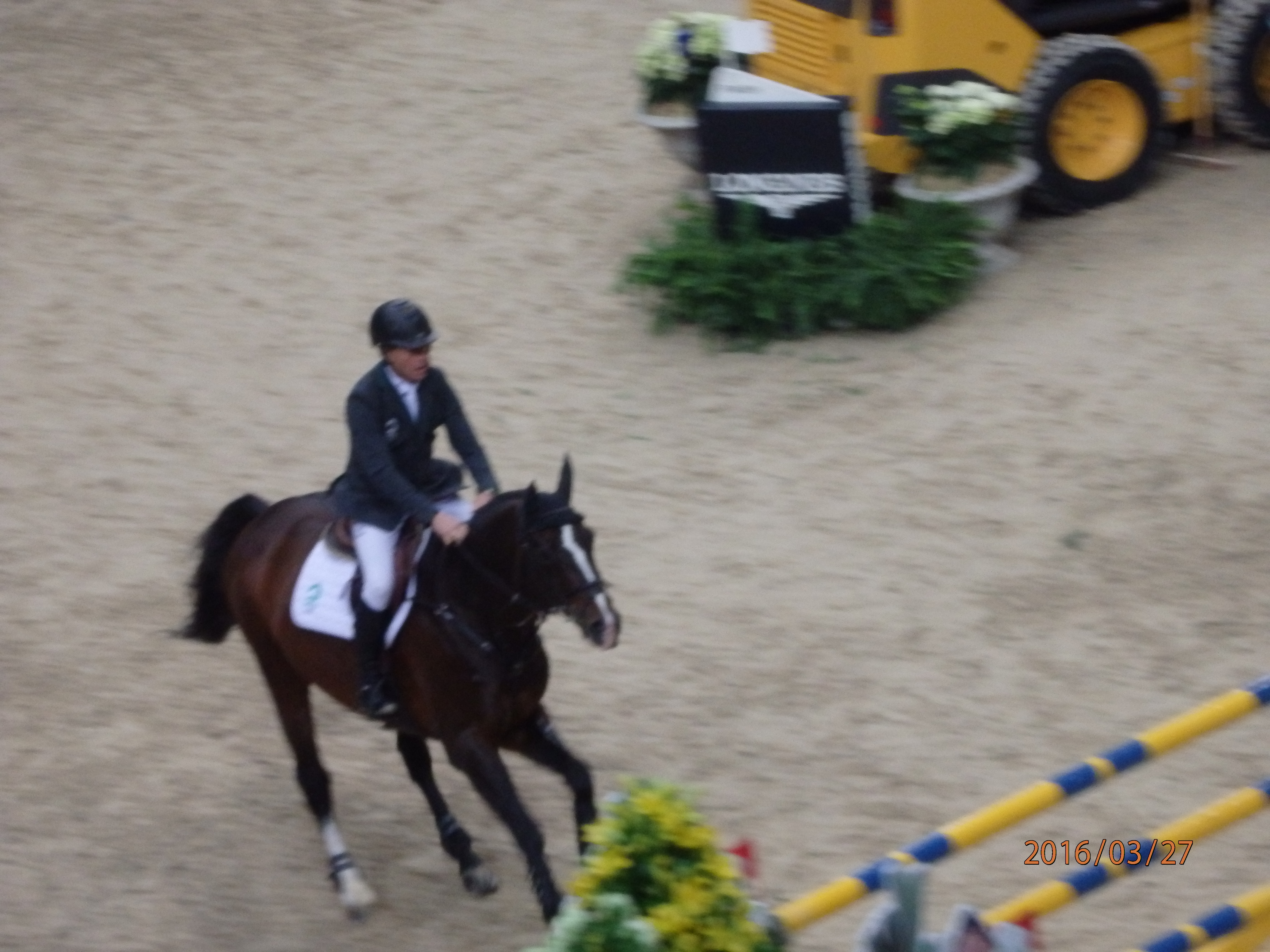
Rolf-Göran Bengtsson
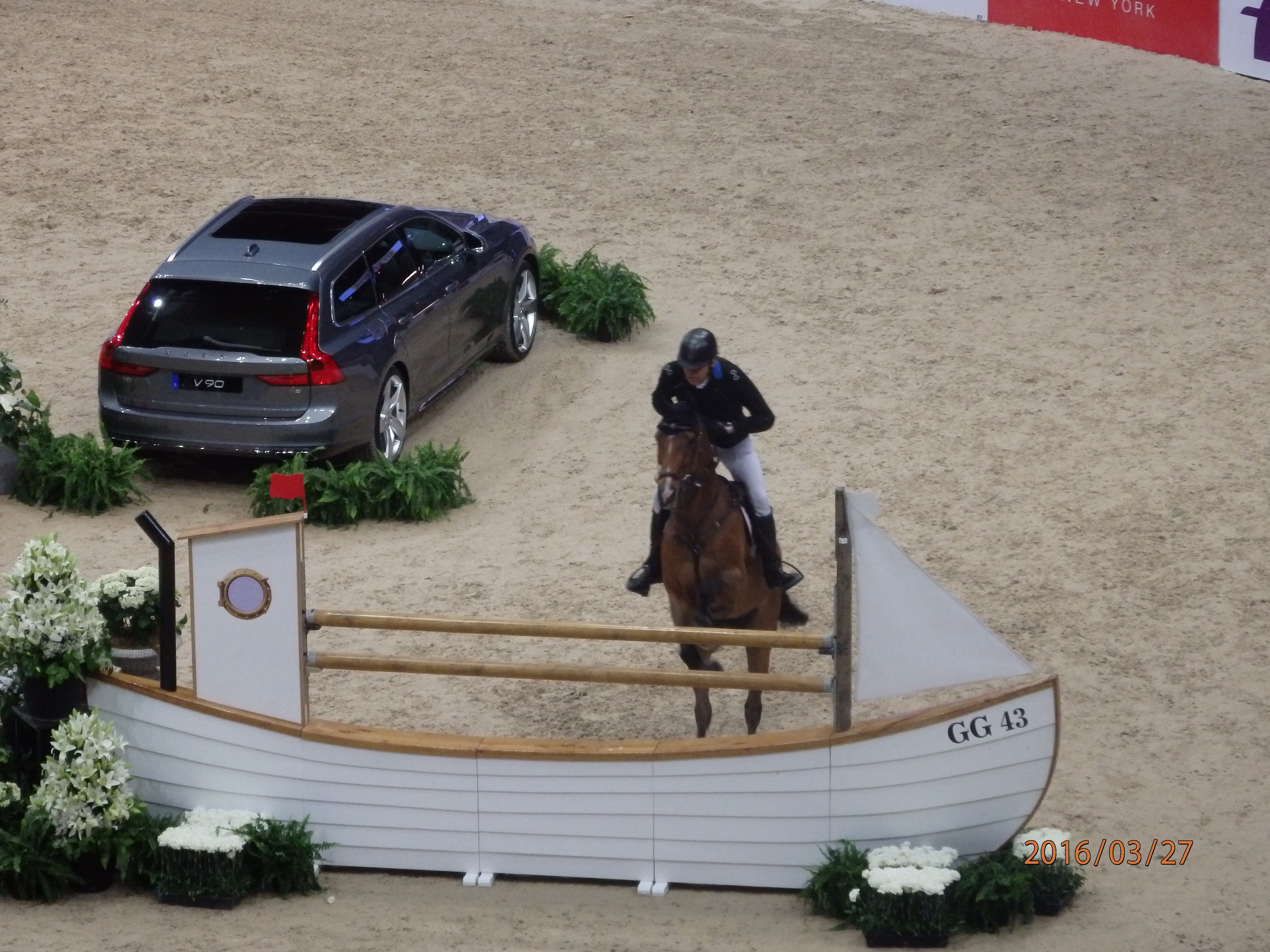
Geir Gulliksen
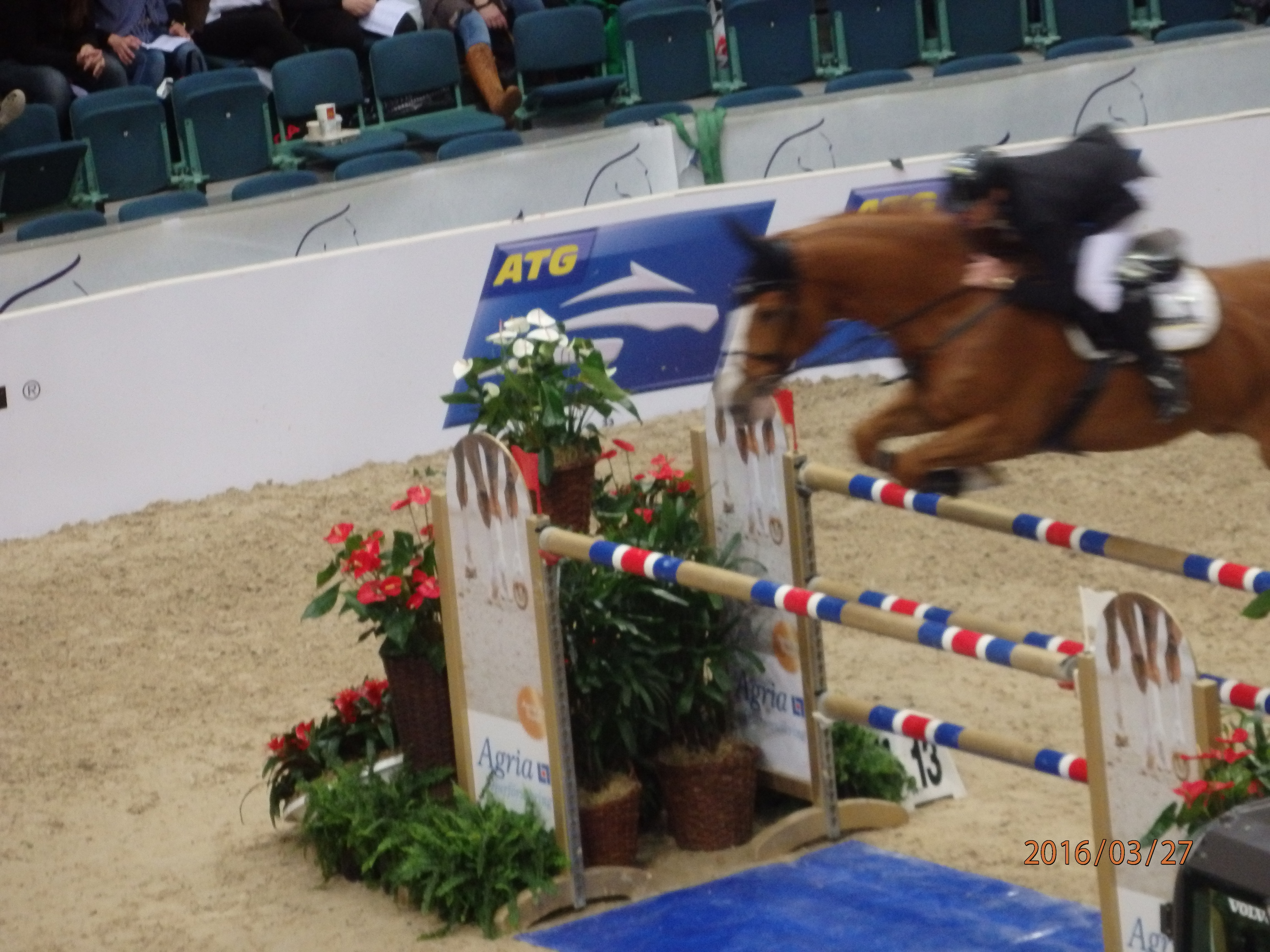
Marcus Ehning
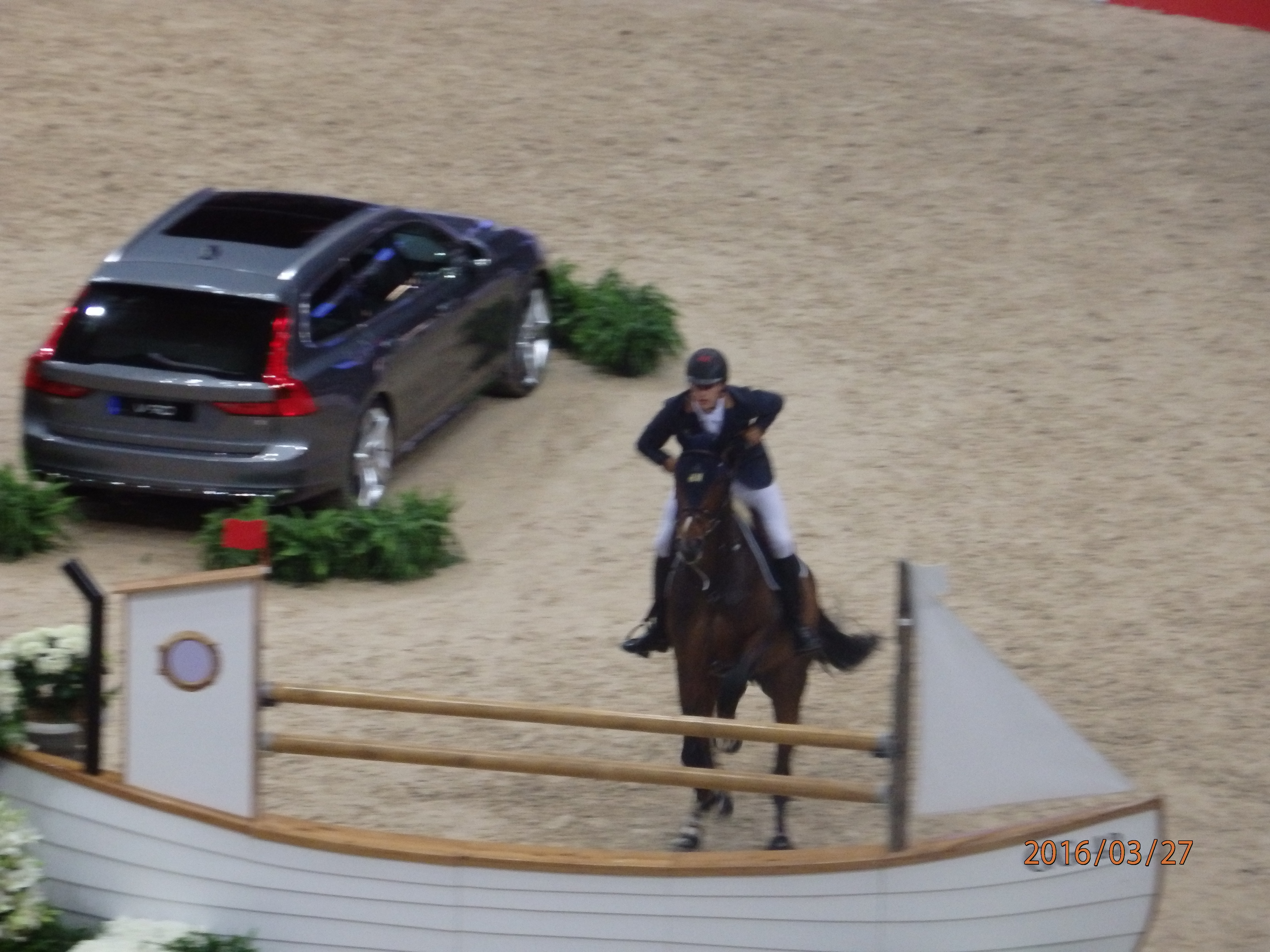
Nicola Philippaerts

### World Cup Finale

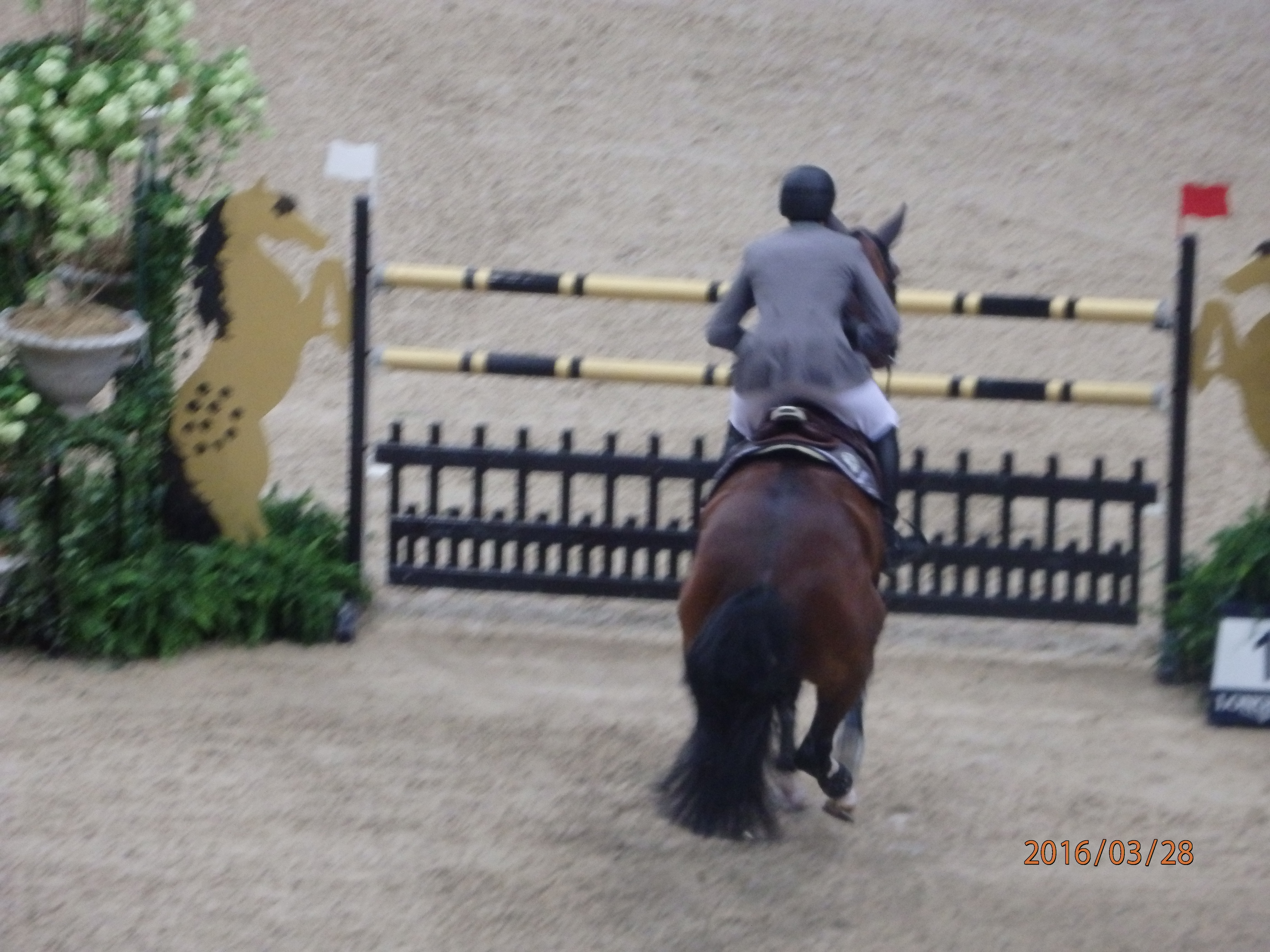
Henrik Von Eckermann
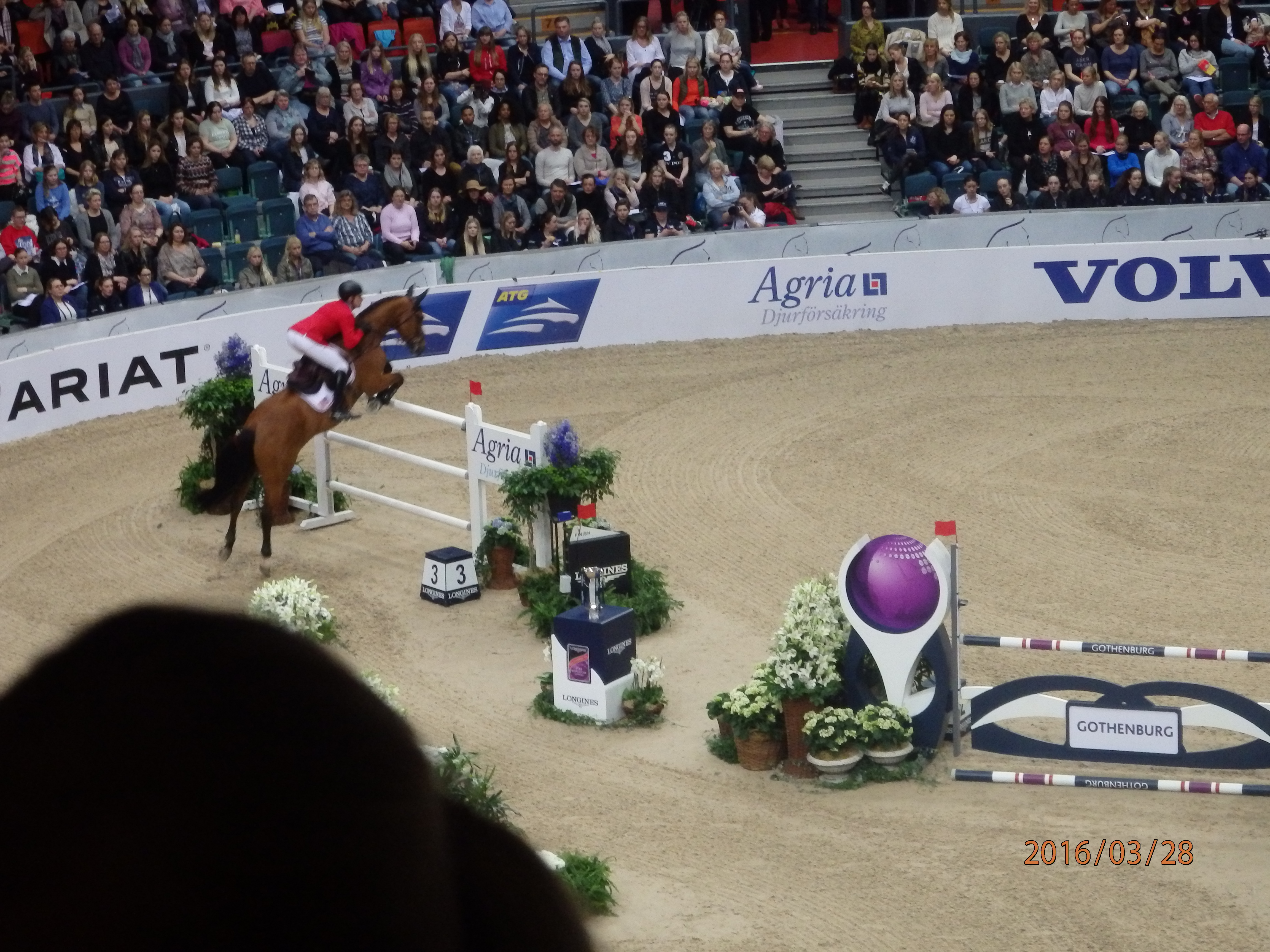
Peter Lutz
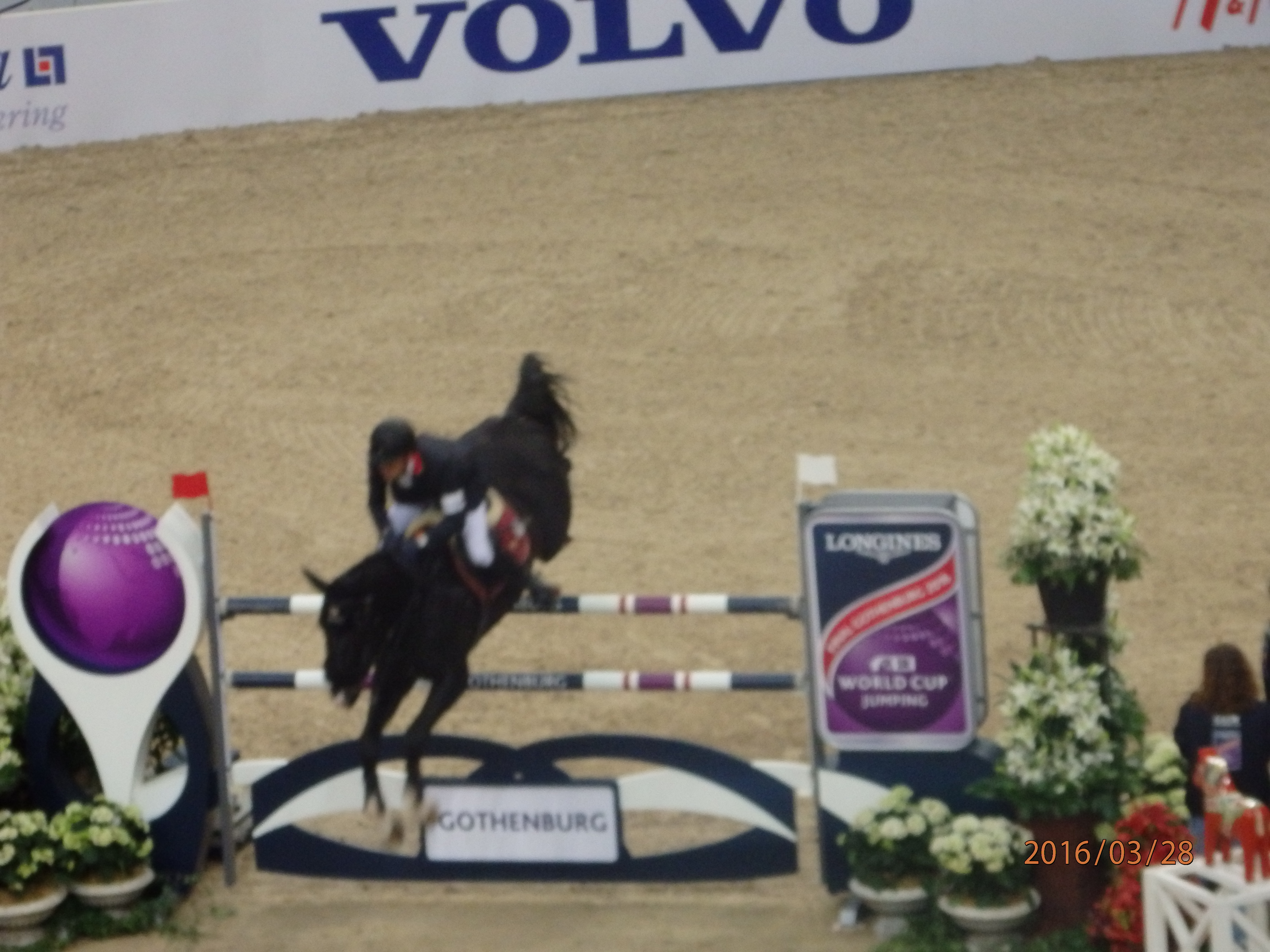
Simon Delestre
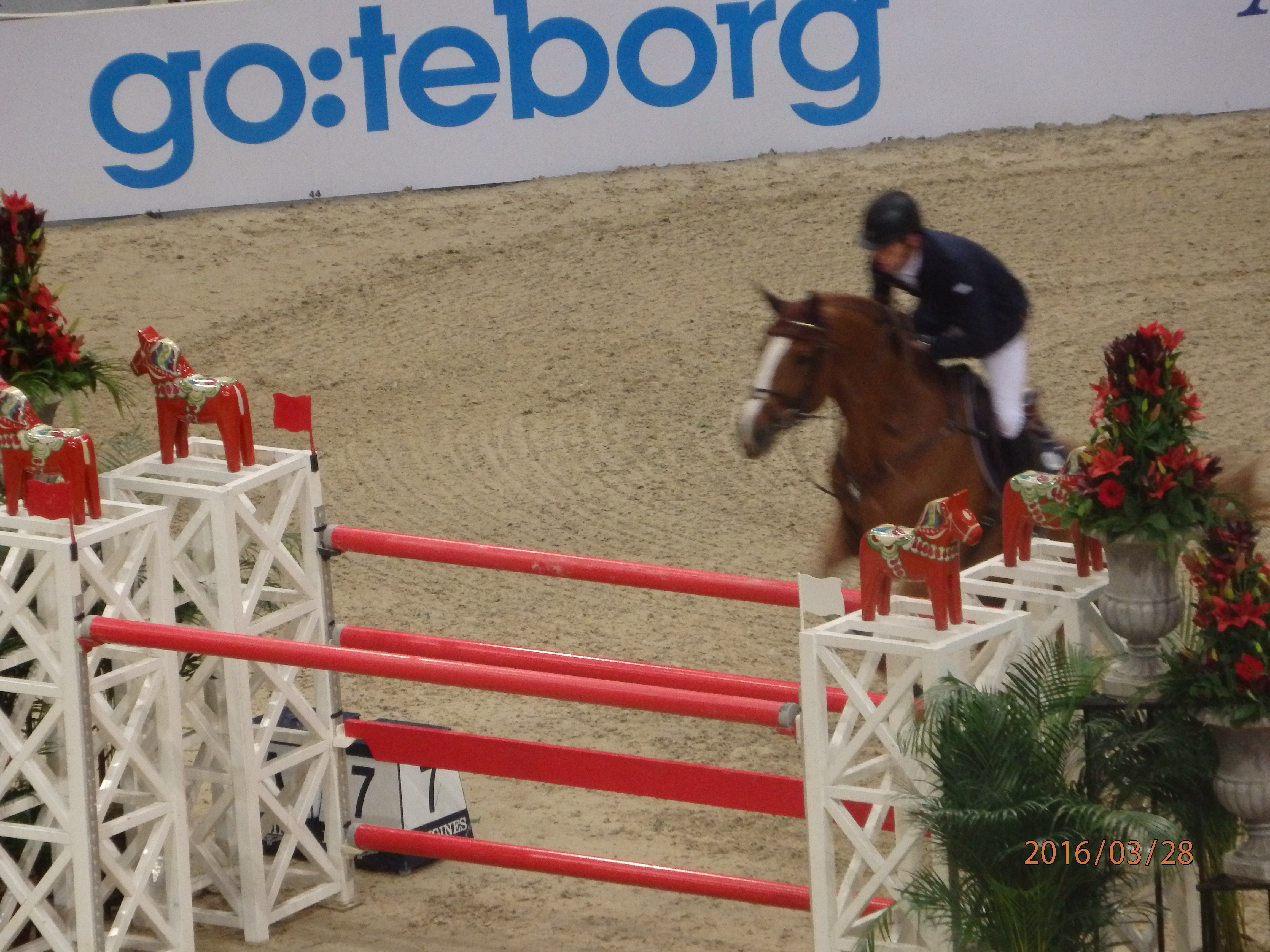
Harrie Smolders
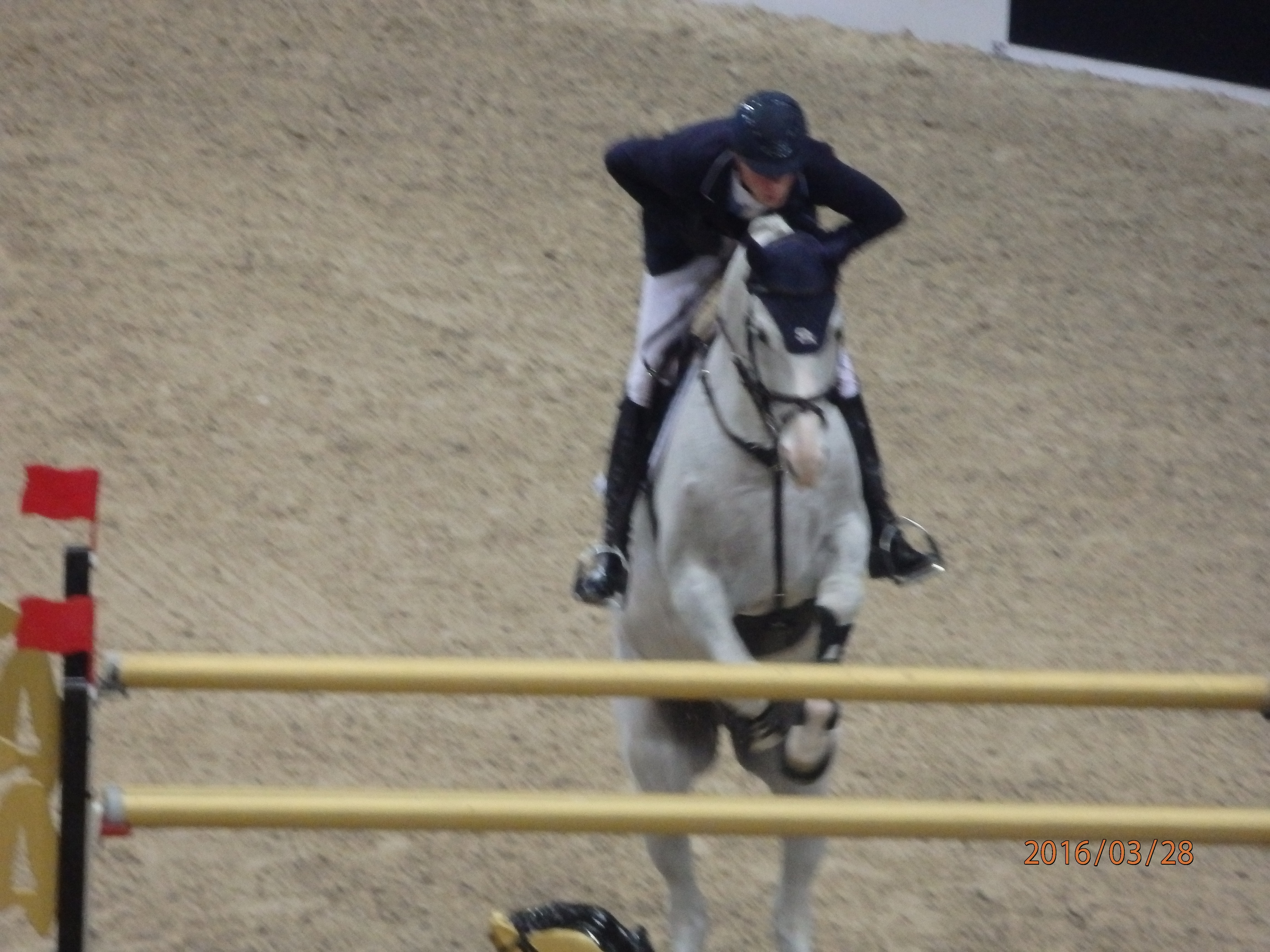
Daniel Deusser
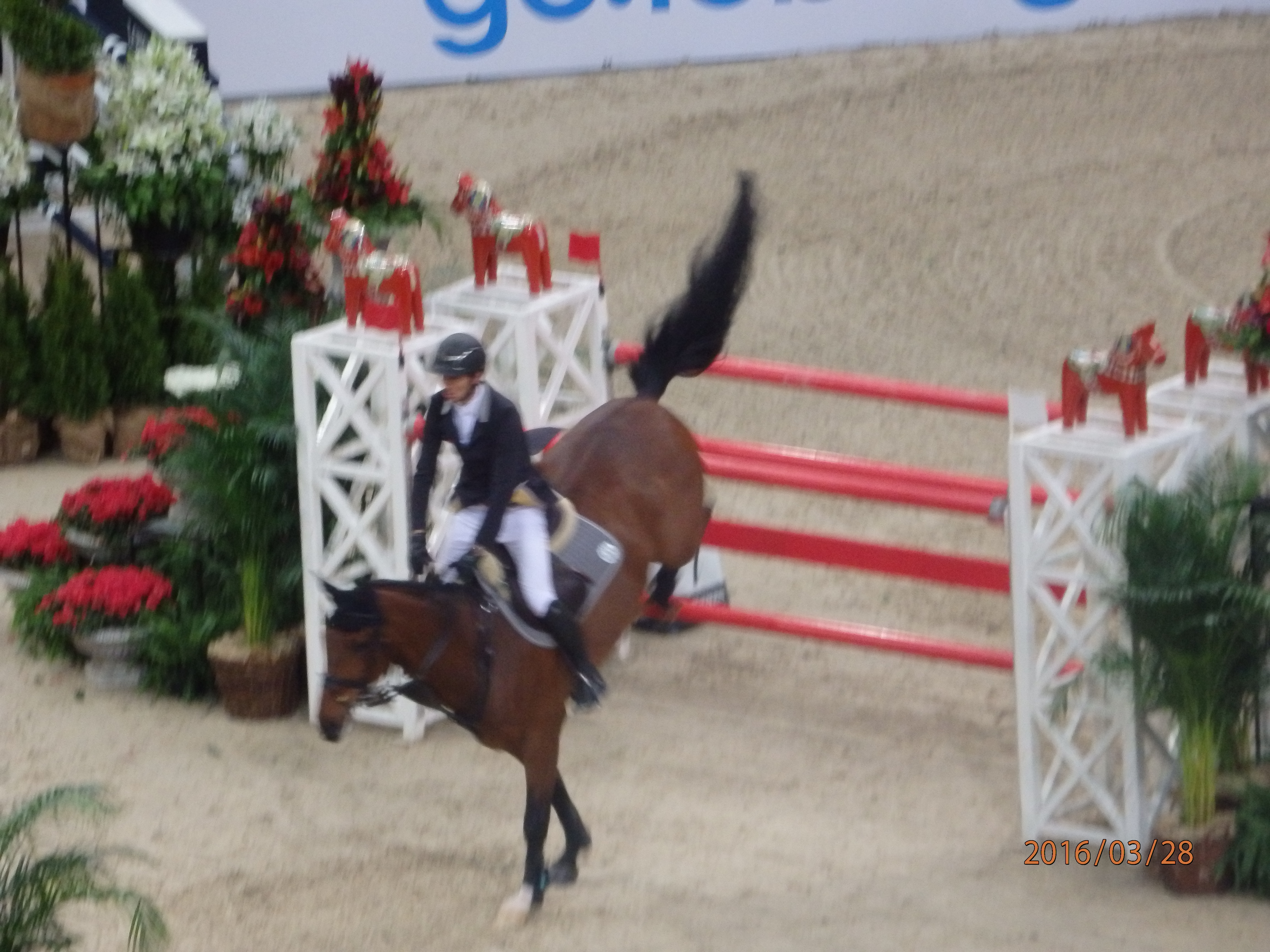
Steve Guerdat

## Resultate

### Internationale Klasse

#### S01 - Zeitspringen 1,40 m - 24. März 2016
| #  | Reiter                 | Pferd                      | Zeit  | Preisgeld Skr |
| -- | ---------------------- | -------------------------- | ----- | ------------- |
| 1  | Jaroslaw Skryzyczynski | Ares                       | 59.53 | 49.500        |
| 2  | Steve Guerdat          | Concetto Son               | 60.34 | 30.000        |
| 3  | Satu Liukkonen         | Gurra Hop                  | 62.20 | 22.500        |
| 4  | Denis Lynch            | Ho Go van de Padenborre    | 63.65 | 15.000        |
| 5  | Victoria Wallenstam    | Capitano Paul Z            | 63.80 | 9.000         |
| 6  | Laura Renwick          | Ulievka de Breve           | 64.25 | 6.750         |
| 7  | Peder Fredricson       | H&M Filip's Little Sparrow | 65.40 | 4.500         |
| 8  | Rolf-Göran Bengtsson   | Paris                      | 66.35 | 3.750         |
| 9  | Douglas Lindelöw       | Corleone                   | 66.40 | 3.000         |
| 10 | Edwina Tops-Alexander  | Vindicat W                 | 67.12 | 3.000         |
| 11 | Harrie Smolders        | Bokai                      | 70.42 | 1.500         |
| 12 | Max Kühner             | Electric Touch             | 72.01 | 1.500         |

#### S02 - Zweiphasenspringen 1,40 m - 24. März 2016
| #  | Reiter               | Pferd                  | Fehler | Zeit 2 Umläufe | Preisgeld Skr |
| -- | -------------------- | ---------------------- | ------ | -------------- | ------------- |
| 1  | Joanna Ekberg        | Freestyler             | 0      | 27.14          | 49.500        |
| 2  | Denis Lynch          | Garkus van het Indihof | 0      | 28.01          | 30.000        |
| 3  | Peter Lutz           | Retiro                 | 0      | 28.75          | 22.500        |
| 4  | Henrik von Eckermann | Chacanno               | 0      | 29.06          | 15.000        |
| 5  | Marco Kutscher       | Inliner                | 0      | 29.95          | 9.000         |
| 6  | Max Kühner           | Cornet Kalua           | 0      | 30.65          | 6.750         |
| 7  | Michal Kazmmierczak  | Woody                  | 0      | 31.28          | 4.500         |
| 8  | Charlotte Mordasini  | Miebello               | 0      | 31.31          | 3.750         |
| 9  | Laura Renwick        | Mhs Washington         | 4      | 26.26          | 3.000         |
| 10 | Geir Gulliksen       | Charleville            | 4      | 27.37          | 3.000         |
| 11 | Harrie Smolders      | Eh Quick Nina          | 4      | 28.17          | 1.500         |
| 12 | Olivier Philippaerts | H&M Cyprina 3          | 4      | 28.70          | 1.500         |

#### S04 - Lövstad Future Challenge 2 Umläufe - 25. März 2016
| #  | Reiter               | Pferd                      | Fehler | Zeit 2 Umläufe | Preisgeld Skr |
| -- | -------------------- | -------------------------- | ------ | -------------- | ------------- |
| 1  | Py Jägerden          | Jitske van het Kastanjehof | 0      | 34.10          | 11.250        |
| 2  | Andreas Schou        | Eurvetta O                 | 0      | 34.46          | 9.000         |
| 3  | Marcus Ehning        | Zanzara E                  | 0      | 36.34          | 5.625         |
| 3  | Victoria Almgren     | Elpee                      | 0      | 36.34          | 5.625         |
| 5  | Juri Sokolovski      | Nouveau                    | 0      | 36.73          | 3.150         |
| 6  | Henrik von Eckermann | Catover                    | 1      | 35.15          | 2.475         |
| 7  | Jos Verlooy          | Japatero VDM               | 4      | 35.92          | 1.800         |
| 8  | Max Kühner           | Jack van't Kattenheye      | 4      | 37.85          | 1.350         |
| 9  | Daniel Svensson      | San Siro                   | 4      | 38.45          | 1.350         |
| 10 | Marcus Westergren    | Elegance CC                | 4      | 39.01          | 1.125         |
| 11 | Elin Sjögren         | Cnut                       | 4      | 39.49          | 1.125         |
| 12 | Jens Wicström        | Glimra Jpd                 | 4      | 40.79          | 1.125         |

#### S06 - Springen mit Stechen 1,50  m - 25. März 2016
| #  | Reiter                 | Pferd                  | Fehler | Fehler Stechen | Zeit  |
| -- | ---------------------- | ---------------------- | ------ | -------------- | ----- |
| 1  | Max Kühner             | Cornet Kalua           | 0      | 0              | 37.74 |
| 2  | Peder Fredricson       | H&M All In             | 0      | 0              | 38.12 |
| 2  | Romain Duguet          | Twentytwo Des Biches   | 0      | 0              | 38.12 |
| 4  | Rolf-Göran Bengtsson   | Casall ASK             | 0      | 0              | 38.16 |
| 5  | Daniel Deusser         | Clintop 2              | 0      | 0              | 38.56 |
| 6  | Nicola Philippaerts    | Ustina Sitte           | 0      | 0              | 39.91 |
| 7  | Harrie Smolders        | Bokal                  | 0      | 0              | 39.96 |
| 8  | Christian Ahlmann      | Cornado II             | 0      | 0              | 39.98 |
| 9  | Maikel van der Vleuten | Cupido V               | 0      | 4              | 38.69 |
| 10 | Joanna Ekberg          | Equita van't Zorgvliet | 0      | 4              | 40.69 |
| 11 | Marcus Ehning          | Pret a Tout            | 0      | 4              | 41.62 |
| 12 | Satu Liukonnen         | Gurra Hop              | 1      |                | 69.22 |

#### S07 - Zeitspringen 1,40 m - 26. März 2016
| # | Reiter                 | Pferd                   | Fehler | Zeit  | Preisgeld Skr |
| - | ---------------------- | ----------------------- | ------ | ----- | ------------- |
| 1 | Malin Baryard-Johnsson | H&M Cassius Clay        | 0      | 52.99 | 52.500        |
| 2 | Jaroslaw Skrzyczynski  | Quintella               | 0      | 53.49 | 31.500        |
| 3 | Denis Lynch            | Ho Go van de Padenborre | 0      | 53,68 | 24.000        |
| 4 | Harrie Smolders        | Eh Quick Nina           | 0      | 54.16 | 15.000        |
| 5 | Marcus Ehning          | Hendrik 41              | 0      | 57.37 | 9.000         |
| 6 | Marco Kutscher         | Inliner                 | 0      | 58.95 | 6.750         |
| 7 | Geir Gulliksen         | Edesa S Banjan          | 1      | 68.45 | 4.500         |
| 8 | Laura Renwick          | Ulievka de Breve        | 4      | 57.06 | 3.750         |
| 9 | Mariann Hugyecz        | Belcanto                | 4      | 66.34 | 3.000         |

#### S08 - Accumulator mit Joker - 26. März 2016
| #  | Reiter                 | Pferd             | Punkte | Zeit  | Preisgeld Skr |
| -- | ---------------------- | ----------------- | ------ | ----- | ------------- |
| 1  | Irma Karlsson          | Balahe            | 65     | 51.49 | 74.250        |
| 2  | Jonna Ekberg           | Freestyler        | 65     | 52.23 | 45.000        |
| 3  | Geir Gulliksen         | Charleville       | 65     | 52.73 | 33.750        |
| 4  | Laura Renwick          | Mhs Washington    | 65     | 53.14 | 22.500        |
| 5  | Nicola Philippaerts    | Ustina Sitte      | 65     | 53.83 | 13.500        |
| 6  | Max Kühner             | Cornet Kalua      | 65     | 53.93 | 10.125        |
| 7  | Jaroslaw Skryzyczynski | Ares              | 65     | 55.87 | 6.750         |
| 8  | Henrik von Eckermann   | Chacanno          | 65     | 55.96 | 5.625         |
| 9  | Rolf-Göran Bengtsson   | Paris             | 65     | 56.30 | 4.500         |
| 10 | Daniel Deusser         | Espyrante         | 65     | 60.76 | 4.500         |
| 11 | Maikel van der Vleuten | Delina            | 65     | 63.09 | 2.250         |
| 12 | Jos Verlooy            | Tendresse du Fort | 59     | 57.04 | 2.250         |

#### S13 - Lövsta Future Challenge Finale mit Stechen 1,40  m - 27. März 2016
| #  | Reiter               | Pferd                      | Fehler | Fehler Stechen | Zeit  | Preisgeld Skr |
| -- | -------------------- | -------------------------- | ------ | -------------- | ----- | ------------- |
| 1  | Marcus Ehning        | Zanzara E                  | 0      | 0              | 29.65 | 25.000        |
| 2  | Andreas Schou        | Eurvette O                 | 0      | 0              | 30.13 | 20.000        |
| 3  | Amanda Ericsson      | Estella                    | 0      | 0              | 31.80 | 15.000        |
| 4  | Max Kühner           | Jack van't Kattenheye      | 0      | 0              | 32.86 | 10.000        |
| 5  | Henrik von Eckermann | Catover                    | 0      | 4              | 32.47 | 7.000         |
| 6  | Daniel Svensson      | San Siro                   | 4      |                | 60.18 | 5.500         |
| 7  | Juri Sokolovski      | Nouveau                    | 4      |                | 61.51 | 4.000         |
| 8  | Jens Wickström       | Glimra Jpd                 | 4      |                | 62.94 | 3.000         |
| 9  | Elin Sjögren         | Cnut                       | 4      |                | 64.81 | 3.000         |
| 10 | Py Jägreden          | Jitske van het Kastanjehof | 8      |                | 61.86 | 2.500         |
| 11 | Michal Kazmierczak   | Cisall FS                  | 8      |                | 63.97 | 2.500         |
| 12 | Jos Verlooy          | Japatero VDM               | 10     |                | 74.07 | 2.500         |

#### S14 - Göteborg Trophy mit Stechen 1,55  m - 27. März 2016

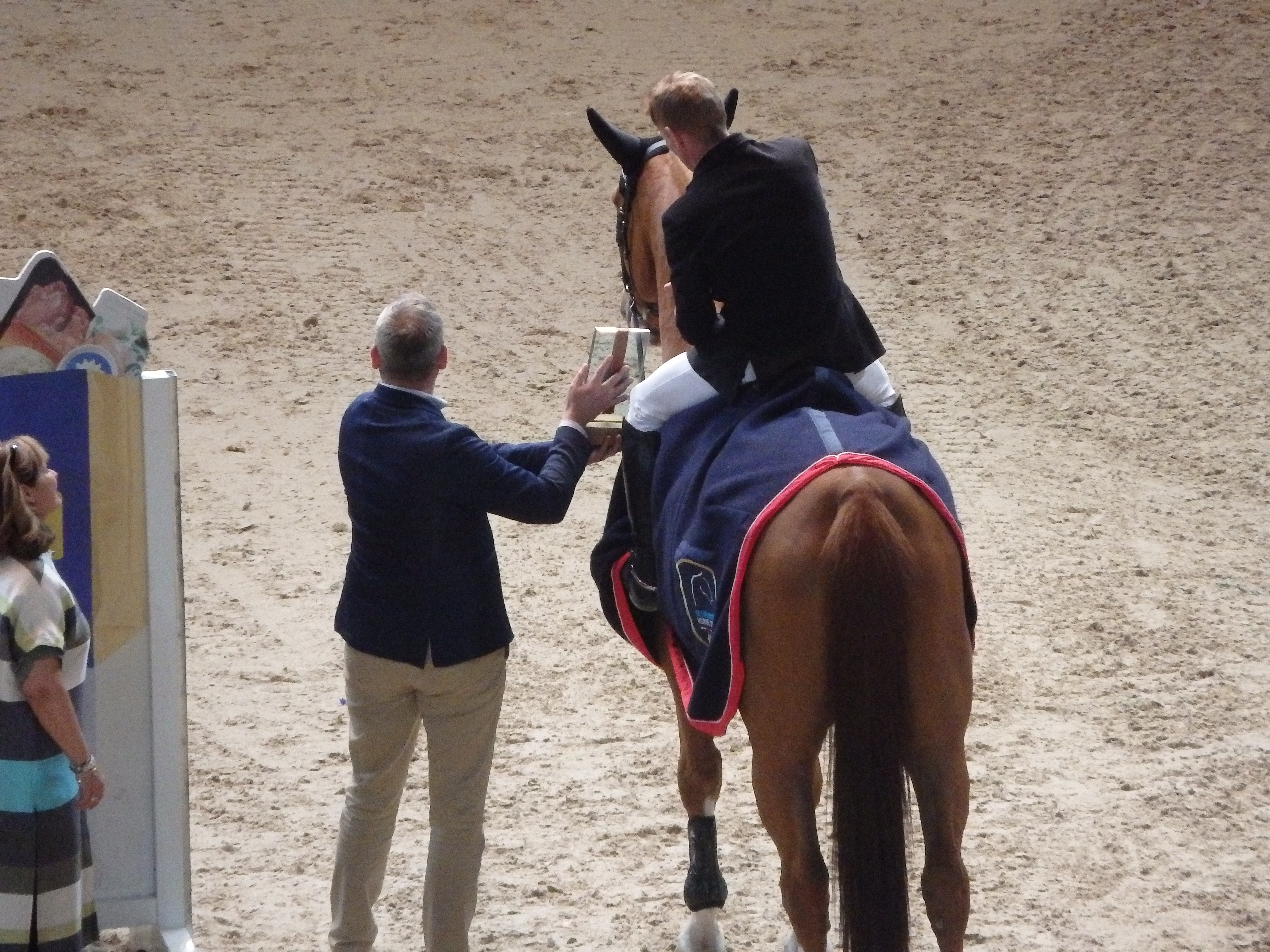
Sieger der Gøteborg Trophy Marcus Ehning

| #  | Reiter               | Pferd                  | Fehler | Fehler Stechen | Zeit  | Preisgeld Skr |
| -- | -------------------- | ---------------------- | ------ | -------------- | ----- | ------------- |
| 1  | Marcus Ehning        | Pret a Tout            | 0      | 0              | 31.63 | 264.000       |
| 2  | Christian Ahlmann    | Colorit                | 0      | 0              | 31.92 | 160.000       |
| 3  | Rolf-Göran Bengtsson | Casall Ask             | 0      | 0              | 32.05 | 120.000       |
| 4  | Charlotte Mordasini  | Tiny Toon Semilly      | 0      | 0              | 32.72 | 80.000        |
| 5  | Helena Persson       | Bonzai H               | 0      | 0              | 33.10 | 48.000        |
| 6  | Joanna Ekberg        | Equita van't Zorgvliet | 0      | 0              | 34.04 | 36.000        |
| 7  | Daniel Deusser       | Clintop 2              | 0      | 0              | 34.06 | 24.000        |
| 8  | Nicola Philippaerts  | Bisquet Balou C        | 0      | 0              | 34.09 | 20.000        |
| 9  | Marco Kutscher       | Quadros 3              | 0      | 0              | 38.32 | 16.000        |
| 10 | Peder Fredricson     | H&M All In             | 0      | 4              | 32.26 | 16.000        |
| 11 | Olivier Philippaerts | Legend of Love         | 0      | 4              | 33.30 | 8.000         |
| 12 | Quentin Judge        | HH Copin van de Broy   | 0      | 4              | 35.43 | 8.000         |

#### S15 - Zeitspringen 1,45  m
| #  | Reiter               | Pferd                     | Zeit  | Preisgeld Skr |
| -- | -------------------- | ------------------------- | ----- | ------------- |
| 1  | Max Kühner           | Electric Touch            | 64.33 | 99.000        |
| 2  | Harrie Smolders      | Eh Quick Nina             | 64.91 | 60.000        |
| 3  | Peder Fredricson     | H&M Flip's Little Sparrow | 65.37 | 45.000        |
| 4  | Geir Gulliksen       | Charleville               | 65.60 | 30.000        |
| 5  | Douglas Lindelöw     | Corleone                  | 65.69 | 18.000        |
| 6  | Rolf-Göran Bengtsson | Paris                     | 66.22 | 13.500        |
| 7  | Irma Karlsson        | Balahe                    | 66.25 | 9.000         |
| 8  | Laura Renwick        | Mhs Washington            | 66.46 | 7.500         |
| 9  | Christian Ahlmann    | Cornado II                | 67.38 | 6.000         |
| 10 | Henrik von Eckermann | Chacanno                  | 68.22 | 6.000         |
| 11 | Evelina Tovek        | Quiara M                  | 74.26 | 3.000         |
| 12 | Daniel Deusser       | Espyrante                 | 77.92 | 3.000         |

### Weltcup im Springreiten

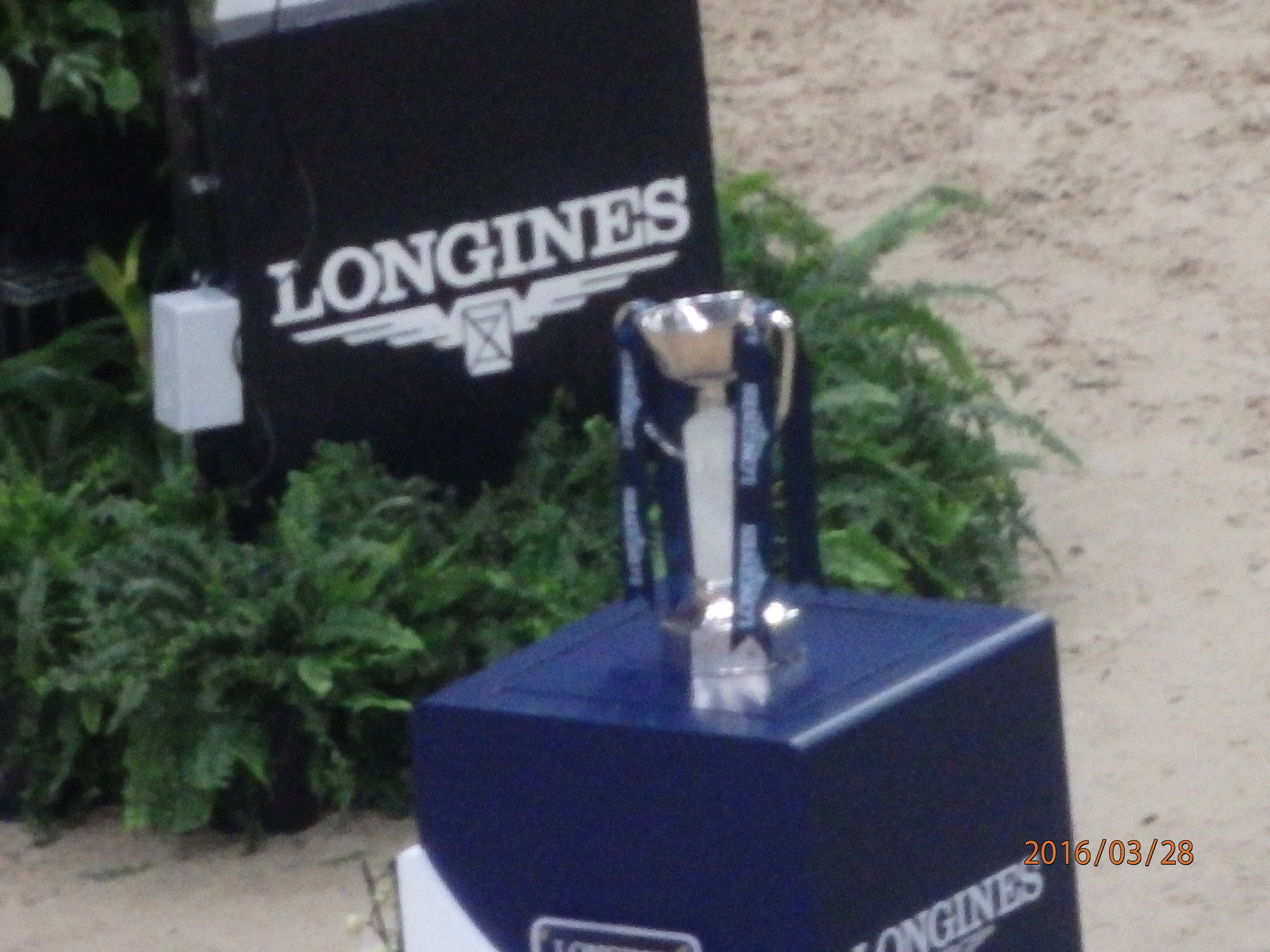
Weltcup Springreiten

#### S05 - World Cup Finale 1 - Zeitspringen - 25. März 2016

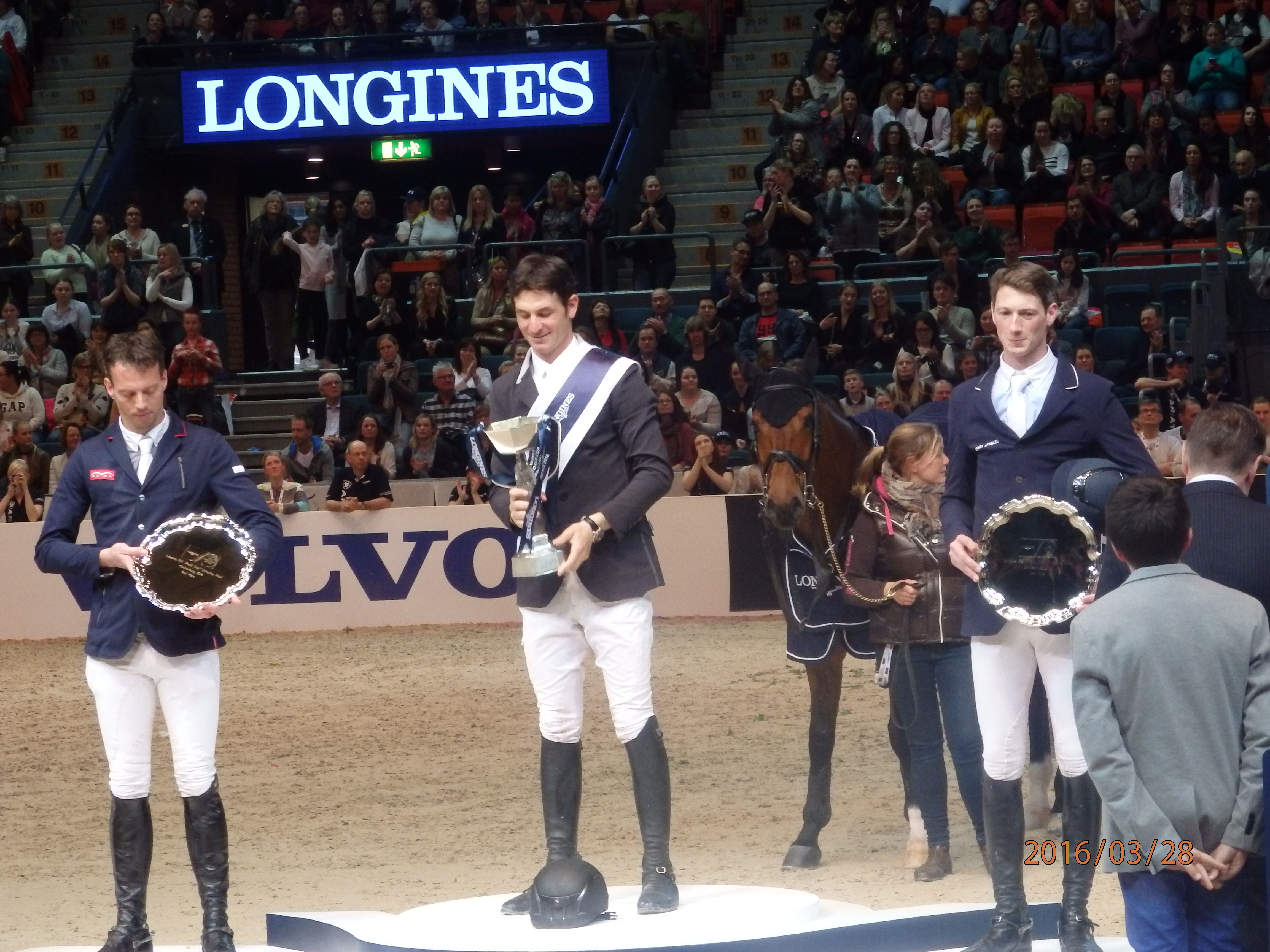
Siegerehrung Weltcupfinale 2016

| #  | Reiter                    | Pferd                         | Zeit  |
| -- | ------------------------- | ----------------------------- | ----- |
| 1  | Pénélope Leprevost        | Vagabond de la Pomme          | 63.78 |
| 2  | Simon Delestre            | Qlassic Bois Margot           | 66.04 |
| 3  | Daniel Deusser            | Cornet d'Amour                | 66.54 |
| 4  | Steve Guerdat             | Corbinian                     | 66.93 |
| 5  | Nicola Philippaerts       | H&M Forever D Arco Ter Linden | 66.94 |
| 6  | Patrice Delaveau          | Lacrimoso 3HDC                | 66.96 |
| 7  | Romain Duguet             | Quorida de Treho              | 67.46 |
| 8  | Marcus Ehning             | Conrado NRW                   | 67.60 |
| 9  | Niklas Krieg              | Carella 5                     | 67.81 |
| 10 | Callan Solem              | VDL Solem                     | 67.99 |
| 11 | Harrie Smolders           | Emerald N.O.P.                | 68.04 |
| 12 | Kevin Staut               | For Joy van't Zorgvliet HDC   | 69.38 |
| 13 | Henrik von Eckermann      | Giljandro van den Bosrand     | 70.07 |
| 14 | Audrey Coulter            | Alex                          | 70.10 |
| 15 | Marco Kutscher            | Chaccorina                    | 70.13 |
| 16 | Jos Verlooy               | Sunshine                      | 70.45 |
| 17 | Chris Chugg               | Cristalline                   | 71.55 |
| 18 | Maikel van der Vleuten    | VDL Groep Verdi TN N.O.P.     | 72.44 |
| 18 | Peter Lutz                | Robin de Ponthual             | 72.44 |
| 20 | Jaroslav Skrzyczynski     | Crazy Quick                   | 73.26 |
| 21 | Mariann Hugyecz           | Chacco Boy                    | 73.27 |
| 22 | Denis Lynch               | All Star 5                    | 74.71 |
| 23 | Edwina Tops-Alexander     | Caretina de Joter             | 75.12 |
| 24 | Rich Fellers              | Flexible                      | 75.15 |
| 25 | Christian Ahlmann         | Colorit                       | 76.65 |
| 26 | Katherine A. Dinan        | Nougat du Vallet              | 78.42 |
| 27 | Jack Towell               | Lucifer V                     | 79.02 |
| 28 | Mohamed Talaat            | Connaught                     | 81.41 |
| 29 | Keisuke Koike             | Vesuvius                      | 81.84 |
| 30 | Zhiwen Zhao               | Pommeau du Heup               | 87.07 |
| 31 | Quentin Judge             | HH Copin van de Broy          | 87.50 |
| 32 | Michal Kazimierczak       | Que Pasa 5                    | 88.68 |
| 33 | Charlie Jacobs            | Flaming Star                  | 88.77 |
| 34 | Max Kühner                | Electric Touch                | 89.33 |
| 35 | Daniel Pedraza Littlewood | Arc de Triomphe               | 90.24 |

#### S10 - World Cup Finale 2 - mit Stechen - 26. März 2016

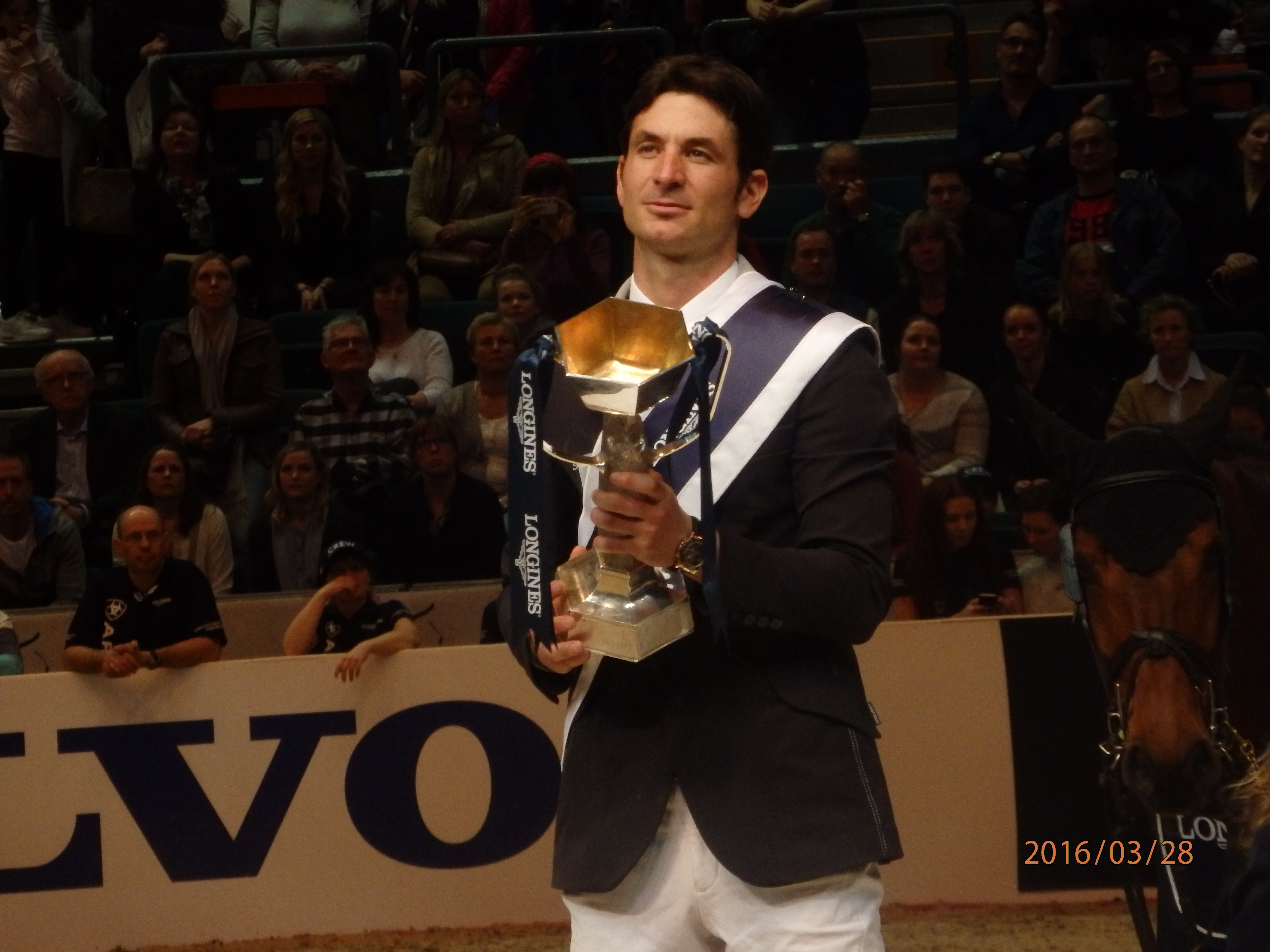
Sieger Steve Guerdat mit Weltcup

| #  | Reiter                      | Pferd                         | Fehler | Fehler Stechen | Zeit  | Preisgeld Euro |
| -- | --------------------------- | ----------------------------- | ------ | -------------- | ----- | -------------- |
| 1  | Christian Ahlmann           | Taloubet Z                    | 0      | 0              | 36.85 | 34.500         |
| 2  | Denis Lynch                 | All Star 5                    | 0      | 0              | 41.42 | 26.250         |
| 3  | Harrie Smolders             | Emerald N.O.P.                | 0      | 4              | 39.18 | 15.750         |
| 4  | Steve Guerdat               | Corbinian                     | 0      | 4              | 40.24 | 12.000         |
| 5  | Marcus Ehning               | Cornado NRW                   | 0      | 8              | 39.05 | 10.500         |
| 6  | Marco Kutscher              | Chaccorina                    | 0      | 8              | 39.48 | 9.000          |
| 7  | Peter Lutz                  | Robin de Ponthual             | 0      | 8              | 40.58 | 8.250          |
| 8  | Callan Solem                | VDL Wizard                    | 4      |                | 74.47 | 7.500          |
| 9  | Max Kühner                  | Chardonnay 79                 | 4      |                | 76.02 | 6.750          |
| 10 | Jaroslaw Skryczynski        | Crazy Quick                   | 4      |                | 76.25 | 6.000          |
| 11 | Belgien Nicola Philippaerts | H&M Forever D Arco Ter Linden | 4      |                | 76.32 | 4.500          |
| 12 | Daniel Deusser              | Corne d'Amoeu                 | 4      |                | 76.44 | 3.000          |
| 13 | Chris Chugg                 | Cristalline                   | 4      |                | 76.49 | 1.500          |
| 14 | Henrik von Eckermann        | Giljandro van den Bosrand     | 4      |                | 77.02 | 1.500          |
| 15 | Maikel van der Vleuten      | VDL Groep Verdi TN N.O.P.     | 4      |                | 77.24 | 1.500          |
| 16 | Jos Verlooy                 | Sunshine                      | 4      |                | 77.56 | 1.500          |
| 17 | Simon Delestre              | Qlassic Bois Margot           | 4      |                | 77.95 |                |
| 18 | Pénélope Leprevost          | Vagabond de la Pomme          | 4      |                | 77.98 |                |
| 19 | Edwina Tops-Alexander       | Varetina de Joter             | 4      |                | 78.23 |                |
| 20 | Rich Fellers                | Flexible                      | 4      |                | 79.20 |                |
| 21 | Michal Kazmierczak          | Que Pasa 5                    | 5      |                | 81.22 |                |
| 22 | Niklas Krieg                | Carella 5                     | 8      |                | 74.12 |                |
| 23 | Kevin Staut                 | For Joy van't Zorgvliet HDC   | 8      |                | 76.85 |                |
| 24 | Romain Duguet               | Quorida de Treho              | 8      |                | 77.58 |                |
| 25 | Mariann Hugyecz             | Chacc Boy                     | 8      |                | 78.40 |                |
| 26 | Audrey Coulter              | Domino                        | 12     |                | 75.22 |                |
| 27 | Quentin Judge               | HH Copin van de Broy          | 12     |                | 76.82 |                |
| 28 | Patrice Delaveau            | Lacrimoso 3 HDC               | 13     |                | 84.10 |                |
| 29 | Jack Towell                 | Lucifer V                     | 16     |                | 75.24 |                |
| 30 | Daniel Pedraza Littlewood   | Arc de Triomphe               | 20     |                | 78.98 |                |
| 31 | Keisuke Koike               | Vesuvius                      | 25     |                | 79.43 |                |

#### S16 - World Cup Finale 3 - 2 Umläufe - 27. März 2016
| #  | Reiter                 | Pferd                         | Fehler | Fehler 1. Umlauf | Fehler 2. Umlauf | Fehler total | Zeit  | Preisgeld Euro |
| -- | ---------------------- | ----------------------------- | ------ | ---------------- | ---------------- | ------------ | ----- | -------------- |
| 1  | Steve Guerdat          | Corbinian                     | 0      | 0                | 0                | 0            | 65.73 | 172.500        |
| 2  | Harrie Smolders        | Emerald N.O.P.                | 3      | 0                | 0                | 3            | 65.45 | 131.250        |
| 3  | Daniel Deusser         | Cornet d'Amour                | 3      | 0                | 0                | 3            | 66.17 | 78.750         |
| 4  | Marcus Ehning          | Cornado NRW                   | 2      | 4                | 0                | 6            | 66.67 | 60.000         |
| 5  | Denis Lynch            | All Star 5                    | 8      | 0                | 0                | 8            | 65.38 | 52.500         |
| 6  | Christian Ahlmann      | Taloubet Z                    | 8      | 0                | 0                | 8            | 67.79 | 45.000         |
| 7  | Callan Solem           | VDL Wizard                    | 5      | 4                | 0                | 9            | 63.56 | 41.250         |
| 8  | Pénélope Leprevost     | Vagabond de la Pomme          | 5      | 0                | 4                | 9            | 65.62 | 37.500         |
| 9  | Simon Delestre         | Qlassic Bois Margot           | 5      | 8                | 0                | 13           | 66.26 | 33.750         |
| 10 | Chris Chugg            | Cristaline                    | 11     | 5                | 0                | 16           | 63.77 | 30.000         |
| 11 | Maikel van der Vleuten | VDL Groep Verdi TN N.O.P.     | 12     | 0                | 5                | 17           | 68.21 | 22.500         |
| 12 | Marco Kutscher         | Chaccorina                    | 6      | 0                | 12               | 18           | 66.19 | 15.000         |
| 13 | Nicola Philippaerts    | H&M Forever D Arco Ter Linden | 4      | 8                | 8                | 20           | 65.84 | 7.500          |
| 14 | Max Kühner             | Chardonay 79                  | 17     | 0                | 4                | 21           | 67.03 | 7.500          |
| 15 | Henrik von Eckermann   | Giljandro van den Brosand     | 9      | 9                | 4                | 22           | 67.99 | 7.500          |
| 16 | Romain Duguet          | Quoriada de Treho             | 11     | 4                | 8                | 23           | 64.03 | 7.500          |
| 17 | Kevin Staut            | For Joy van't Zorgvliet HDC   | 13     | 4                | 8                | 25           | 64.37 |                |
| 18 | Jos Verlooy            | Sunshine                      | 12     | 4                | 12               | 28           | 65.67 |                |
| 19 | Peter Lutz             | Robin de Ponthual             | 8      | 12               | 12               | 32           | 64.89 |                |
| 20 | Jaroslaw Skryzyczynski | Crazy Quick                   | 11     | 8                | 20               | 39           | 63.82 |                |
| 21 | Edwina Tops-Alexander  | Caretina de Joter             | 17     | 4                |                  | 21           |       |                |
| 22 | Patrice Delaveau       | Lacrimoso 3 HDC               | 13     | 9                |                  | 22           |       |                |
| 22 | Rich Fellers           | Flexible                      | 18     | 4                |                  | 22           |       |                |
| 24 | Niklas Krieg           | Carella 5                     | 11     | 12               |                  | 23           |       |                |
| 25 | Michal Kazmierczak     | Que Pasa 5                    | 22     | 9                |                  | 31           |       |                |
| 26 | Mariann Hugyecz        | Chacco Boy                    | 19     | 19               |                  | 38           |       |                |

### Springreiten Young Rider

#### S03 - Young Rider Cup CSIY-A - mit Stechen - 24. März 2016
| #  | Reiter                      | Pferd                     | Fehler | Fehler Fehler | Zeit  | Preisgeld Skr |
| -- | --------------------------- | ------------------------- | ------ | ------------- | ----- | ------------- |
| 1  | Pheline Ahlmann             | Quintess 12               | 0      | 0             | 27.92 | 7.500         |
| 2  | Ebba Falkenklev             | Duchesse van de Zuuthoeve | 0      | 0             | 27.97 | 6.000         |
| 3  | Emil Hallundbaek            | Early Morning Mist        | 0      | 0             | 28.53 | 4.500         |
| 4  | Frida Mårtensson            | Vayello                   | 0      | 0             | 30.17 | 3.000         |
| 5  | Eneas Hållsten              | Bluffing Spirit           | 0      | 4             | 27.86 | 2.100         |
| 6  | Frederike Staack            | Coolman H                 | 0      | 4             | 28.15 | 1.650         |
| 7  | Karolina Kielbasa Borgström | Carippu                   | 0      | 4             | 30.18 | 1.200         |
| 8  | Teike Carstensen            | Cayado 3                  | 0      | 5             | 37.51 | 900           |
| 9  | Stella Röhlcke              | Crimson                   | 0      | 8             | 28.34 | 900           |
| 10 | Maja Olsson                 | Ghisela                   | 0      | 8             | 31.33 | 750           |
| 11 | Hanna Sörlin                | Vianetta                  | 4      |               | 48.94 | 750           |
| 12 | Pål Flam                    | Jean Darc                 | 4      |               | 51.75 | 750           |

#### S11 - Zeitspringen - 26. März 2016
| #  | Reiter                      | Pferd              | Fehler | Zeit  | Preisgeld Skr |
| -- | --------------------------- | ------------------ | ------ | ----- | ------------- |
| 1  | Emil Hallundbæk             | Early Morning Mist | 0      | 55.54 | 7.500         |
| 2  | Pål Flam                    | Jean Darc          | 0      | 55.86 | 6.000         |
| 3  | Johan-Sebastian Gulliksen   | Chaloubet          | 0      | 56.67 | 4.500         |
| 4  | Martin Knudsen              | Candy K            | 0      | 56.81 | 3.000         |
| 5  | Frederike Staack            | Coolman H          | 0      | 58.05 | 2.100         |
| 6  | Frida Mårtensson            | Vayello            | 0      | 58.47 | 1.650         |
| 7  | Maja Olsson                 | Ghisela            | 0      | 59.12 | 1.200         |
| 8  | Pheline Ahlmann             | Quintess 12        | 0      | 60.77 | 900           |
| 9  | Cecilia Danielson           | Gant               | 0      | 62.02 | 900           |
| 10 | Eneas Hållsten              | Bluffing Spirit    | 4      | 53.73 | 750           |
| 11 | Karolina Kielbasa Borgström | Carippu            | 4      | 56.51 | 750           |
| 12 | Hanna Sörlin                | Vianetta           | 4      | 58.06 | 750           |

#### S12 - Finale mit Stechen - 27. März 2016
| #  | Reiter            | Pferd                     | Fehler | Fehler Stechen | Zeit  | Preisgeld Skr |
| -- | ----------------- | ------------------------- | ------ | -------------- | ----- | ------------- |
| 1  | Martin Knudsen    | Candy K                   | 0      | 0              | 37.33 | 12.500        |
| 2  | Ebba Falkenklev   | Duchesse van de Zuuthoeve | 0      | 0              | 39.00 | 10.000        |
| 3  | Cecilia Danielson | Gant                      | 0      | 0              | 43.78 | 7.500         |
| 4  | Frida Mårtensson  | Vayello                   | 0      | 4              | 37.14 | 5.000         |
| 5  | Frederike Staack  | Coolman H                 | 0      | 4              | 38.96 | 3.500         |
| 6  | Eneas Hållsten    | Bluffing Spirit           | 4      |                | 60.51 | 2.750         |
| 7  | Emil Hallundbæk   | Early Morning Mist        | 4      |                | 64.42 | 2.000         |
| 8  | Hanna Sörlin      | Vianetta                  | 4      |                | 64.71 | 1.500         |
| 9  | Pheline Ahlmann   | Quintess 12               | 4      |                | 64.98 | 1.500         |
| 10 | Maja Olsson       | Ghisela                   | 4      |                | 65.05 | 1.250         |
| 11 | Pål Flam          | Jean Darc                 | 4      |                | 66.40 | 1.250         |
| 12 | Teike Carstensen  | Cayado 3                  | 4      |                | 68.97 | 1.250         |

### Dressur Weltcup

#### D01 - World Cup Finale 1 - Grand Prix - 25. März 2016
| #  | Reiter                    | Pferd               | Punkte | Preisgeld Euro |
| -- | ------------------------- | ------------------- | ------ | -------------- |
| 1  | Hans Peter Minderhoud     | Glock's Flirt       | 76.871 | 7.000          |
| 2  | Tinne Vilhelmson Silfvén  | Don Auriello        | 76.500 | 5.500          |
| 3  | Patrik Kittel             | Watermill Scandic   | 76.400 | 4.250          |
| 4  | Jessica von Bredow-Werndl | Unee BB             | 75.257 | 3.250          |
| 5  | Anna Kasprzak             | Donnperginon        | 74.729 | 2.000          |
| 6  | Inessa Merkulova          | Mister X            | 73.957 | 1.500          |
| 7  | Fabienne Lütkemeier       | D'Agostino FRH      | 73.471 | 1.000          |
| 8  | Agnete Kirk Thinggaard    | Jojo Az             | 73.343 | 500            |
| 9  | Judy Reynolds             | Vancouver K         | 73.000 |                |
| 10 | Marcela Krinke Susmelj    | Smeyers Molberg     | 72.343 |                |
| 11 | Charlotte Jorst           | Kastel's Nintendo   | 71.114 |                |
| 12 | Lyndal Oatley             | Sandro Boy 9        | 70.943 |                |
| 13 | Beata Stremler            | Rubicon D           | 70.371 |                |
| 14 | Emilie Nyeröd             | Miata               | 69.800 |                |
| 14 | Günter Seidel             | Zero Gravity        | 69.800 |                |
| 16 | Mary Hanna                | Umbro               | 67.929 |                |
| 17 | Terhi Stegars             | Axis TSF            | 67.114 |                |
| 18 | Tatiana Dorofeeva         | Kartsevo Upperville | 66.886 |                |

#### D02 - World Cup Finale 2 - Freestyle - 27. März 2016
| #  | Reiter                    | Pferd               | Punkte | Preisgeld Euro |
| -- | ------------------------- | ------------------- | ------ | -------------- |
| 1  | Hans Peter Minderhoud     | Glok's Flirt        | 82.357 | 50.000         |
| 2  | Tinne Vilhelmson Silfvén  | Don Auriello        | 81.429 | 43.000         |
| 3  | Jessica von Bredow-Werndl | Unee BB             | 80.464 | 32.100         |
| 4  | Patrik Kittel             | Watermill Scandic   | 78.946 | 20.700         |
| 5  | Anna Kasprzak             | Donnperginon        | 78.625 | 18.000         |
| 6  | Fabienne Lütkemeier       | D'Agostino FRH      | 78.339 | 13.500         |
| 7  | Inessa Merkulova          | Mister X            | 78.232 | 9.000          |
| 8  | Judy Reynolds             | Vancouver K         | 77.339 | 6.300          |
| 9  | Agnete Kirk Thinggaard    | Jojo Az             | 76.250 | 5.400          |
| 10 | Marcela Krinke Susmelj    | Smeyers Molberg     | 74.946 | 4.500          |
| 11 | Lyndal Oatley             | Sandro Boy 9        | 73.589 | 3.600          |
| 12 | Charlotte Jorst           | Kastel's Nintendo   | 73.232 | 2.700          |
| 13 | Beate Stremler            | Rubicon D           | 73.179 | 2.700          |
| 14 | Emilie Nyreröd            | Miata               | 73.143 | 2.700          |
| 15 | Mary Hanna                | Umbro               | 71.696 | 2.700          |
| 16 | Terhi Stegars             | Axis TSF            | 69.268 | 2.700          |
| 17 | Tatiana Dorofeeva         | Kartsevo Upperville | 68.464 | 2.700          |
| 18 | Günter Seidel             | Zero Gravity        | 67.464 | 2.700          |